# Stanisław Dyduch
Stanisław Józef Dyduch (ur. 15 kwietnia 1945) – polski przedsiębiorca, działacz samorządowy i gospodarczy, w latach 1990–1994 prezydent Mysłowic.

## Życiorys
W 1990 wybrany do rady miejskiej Mysłowic. Od 19 czerwca 1990 do 30 czerwca 1994 sprawował funkcję prezydenta Mysłowic jako jedyny w tej kadencji prezydent należący do Stronnictwa Demokratycnego. W III RP zajął się działalnością biznesową. Został m.in. właścicielem centrum obsługi nieruchomości i spółki Bezpieczne Miasto. Zasiadał we władzach Stowarzyszenia Przemysłowców w Mysłowicach.